# Урфин Джюс
У́рфи́н Джюс — герой сказочного цикла А. М. Волкова о Волшебной стране и Изумрудном городе. Является главным антагонистом в повестях «Урфин Джюс и его деревянные солдаты» и «Огненный бог Марранов».

## Краткая характеристика Урфина Джюса
Впервые Урфин Джюс появляется во второй книге сказочного цикла («Урфин Джюс и его деревянные солдаты», 1963) в качестве главного злодея. По характеру Урфин — мрачный, угрюмый, нелюдимый человек, одержимый жаждой власти и завистью к успешным людям. Вместе с тем ему присущи такие качества, как неординарный и изворотливый ум, трудолюбие, целеустремлённость, недюжинная сила воли, смелость и готовность к риску.
Образ Урфина Джюса оказался настолько популярен среди читателей, что Волков был вынужден вернуться к нему в последующих книгах, а затем даже «заставил» своего героя перевоспитаться и перейти на сторону добра.

## Биография Урфина
Урфин Джюс — жевун средних лет (однако художник Леонид Владимирский изображает его почти в полный рост обычного человека. Возможно, среди его предков были обычные люди, а не только Жевуны). Родился и вырос в деревне Когида. Его родители рано умерли, и он воспитывался у деревенского столяра. В совершенстве освоив ремесло, Джюс не смог им заниматься, так как инструменты и игрушки, которые он делал, перенимали его дурной характер, и люди отказывались их покупать. В молодости он посетил Изумрудный город, который произвёл на него яркое впечатление.
В начале повествования Урфин — огородник, живёт в отдалении от Жевунов, которых глубоко презирает и всеми силами стремится от них отличаться. Он носит зелёный кафтан, а не голубой, и шляпу без бубенчиков, которые терпеть не может, и без полей, а также силой воли отучает себя от привычки постоянно «жевать». Он нанимается помощником к злой колдунье Гингеме, повелительнице Жевунов, заслужив тем самым всеобщую ненависть со стороны своих сородичей. На службе у Гингемы Урфин занимается тем, что помогает ей собирать дань с Жевунов. При этом ему доставляет удовольствие смотреть на рыдания соплеменников.
После гибели Гингемы Урфин живёт в своём доме вместе с филином Гуамоколатокинтом. Питается он плодами со своего огорода и пойманными в лесу кроликами (которых ест тайком от филина). Однажды в огород Урфина случайно прилетает с ветром удивительное растение, обладающее неимоверной живучестью. Урфин пытается бороться с сорняком и находит единственный действенный способ — изрубить растение на кусочки и высушить на солнце до состояния порошка. Вскоре Урфин обнаруживает, что порошок обладает волшебной силой.
Случайно просыпав этот порошок на шкуру медведя, расстеленную на полу, Урфин Джюс оживляет шкуру, которую затем набивает опилками, назвав получившегося медведя Топотуном. Затем Урфин уже сознательно оживляет собственноручно сделанного деревянного клоуна Эота Линга, который впоследствии становится его шпионом, чучело попугая и оленьи рога (чуть не забодавшие его и Топотуна). Сообразив, что порошок может помочь ему в исполнении его желаний, Урфин создаёт и оживляет целую армию деревянных солдат (дуболомов) и захватывает власть над Голубой страной. Поскольку Жевуны воевать не умеют, Урфину это удаётся без проблем.
Затем, узнав, что великий волшебник Гудвин уступил трон Правителя Изумрудного города никому не известному соломенному пугалу Страшиле, Джюс отбрасывает сомнения и начинает завоевательный поход. Под командованием деревянного генерала Лана Пирота деревянная армия захватывает Изумрудный город и Фиолетовую страну. Впрочем, если Фиолетовая страна захвачена быстро (Мигуны, как и Жевуны, не умеют воевать), то Изумрудный город долго не удаётся взять. В конце концов Урфину Джюсу открывает ворота придворный Руф Билан.
Джюс принимает титул: «Урфин I, могущественный король Изумрудного города и сопредельных стран, владыка, сапоги которого попирают вселенную». Тем не менее все со страха неправильно говорят титул, например: «…и самодельных стран … которого сапогами попирают из Вселенной». Тогда Урфин решает сократить свой титул, который теперь звучит так: «Урфин I, могучий король Изумрудного города и всей Волшебной страны». С этим титулом проблем не возникает.
В Голубую и Фиолетовую страны Джюс назначает наместников из числа перешедших к нему на службу придворных и купцов (жадного жевуна Кабра Гвина и злого воинственного мигуна Энкина Фледа соответственно), а Руф Билан в награду за предательство получает должность первого министра. От завоевания Жёлтой и Розовой стран, которыми правят волшебницы, Урфин воздерживается, ограничившись словесными претензиями — он прекрасно понимает, что с волшебницами ему не справиться.
Режим Урфина носит характер тирании. Опорой диктатуры служат деревянная армия и тайная полиция. Урфин пытается окружить свою власть мистическим ореолом, провозглашая себя великим волшебником. Тем не менее подданные ненавидят Урфина и его слуг. Тот же Руф Билан, опасаясь за свою жизнь, вынужден передвигаться только с охраной.
Страшила Мудрый и его друг Железный Дровосек (правитель Фиолетовой страны) становятся пленниками Урфина Джюса. Впрочем, друзьям удаётся призвать на помощь из Большого мира девочку Элли Смит.
Поспешив на зов друзей, Элли вместе со своим дядей — моряком Чарли Блеком — освобождает Страшилу и Дровосека и помогает им одержать победу над Урфином Джюсом. Сначала жевуны с помощью Чарли Блека побеждают зелёный взвод дуболомов и наместника голубой страны Кабра Гвина. А потом Элли и её друзья добираются до Изумрудного города, освобождают Дина Гиора и Фараманта и решают добраться до Фиолетовой страны Мигунов: ведь только они могут сделать оружие. Там в стране Мигунов Элли и Чарли Блек освобождают Мигунов от власти наместника Энкина Фледа. Освобождённые Мигуны идут войной на Урфина Джюса.
Тот принимает решение изготовить новых дуболомов, больше и сильнее, но у него заканчивается порошок. Боевое поле готово, но до боевых действий не доходит, так как пушка Лестара с одного выстрела побеждает всю армию деревянных солдат. Низложенный Джюс лишается деревянной армии и по решению победителей отправляется в изгнание (вместе с ним Эот Линг и Топотун). Деревянных солдат и полицейских по приказу Страшилы «перевоспитывают», вырезая им добрые улыбающиеся лица вместо свирепых рож, сделанных Урфином. Они становятся добрыми и трудолюбивыми работниками, их сила и неутомимость ещё не раз помогают Волшебной стране в трудные минуты.
Спустя десять лет ожидания, наполненного жаждой реванша, Урфин Джюс вновь переходит к активным действиям. При помощи гигантского орла Карфакса, обязанного Джюсу жизнью, Урфин одурачивает отсталое и воинственное племя Марранов, выдав себя за Огненного бога. Добившись власти над Марранами, Урфин умело провоцирует их на захватническую войну с соседями. В результате Джюсу удаётся вновь захватить власть над Изумрудным городом и Фиолетовой страной. Однако его владычество над Мигунами быстро прекращается, а попытка подчинить рудокопов и Жевунов терпит крах. Власть Урфина рушится в одночасье, когда вскрывается весь его обман. Эот Линг в суматохе теряется, медведь  Топотун покидает своего хозяина, однако с Урфином остаётся вернувшийся к нему филин.
Очередное крушение надежд наводит Урфина на размышления о своей судьбе, и он приходит к выводу, что прожил жизнь не так, как следовало. Встретив доброжелательное отношение со стороны тех, кого он угнетал, бывший правитель решает исправиться и, если удастся, искупить то зло, которое он причинил народам Волшебной страны. Раскаяние его столь сильно, что он сознательно пренебрегает открывшимися новыми возможностями силой вернуться к власти — уничтожает живительные растения, вновь появившиеся на его огороде, и отказывается от сотрудничества со злой колдуньей Арахной, предрекая её поражение и гибель от жителей Волшебной страны.
Впоследствии Урфин открыто говорит, что помогать Арахне не будет, а жителям Волшебной страны предлагает свой способ очистки помещений от Жёлтого тумана, оказавшийся очень полезным. Сначала Страшила и Железный Дровосек, а потом и остальные жители Волшебной страны прощают бывшего узурпатора. На душе у Джюса наступает мир, он даже внешне становится моложе, а его огород, возделанный с заботой и любовью, начинает приносить удивительные урожаи. Благодаря этому Урфин становится организатором Праздников Угощения, за что пользуется почётом и симпатией населения Волшебной страны.
Во время войны с Пришельцами Урфин выполняет роль двойного агента, и ему удаётся добыть у захватчиков ценные изумруды, способные освободить угнетённый народ арзаков от власти поработившей их расы менвитов.

### Урфин у других авторов
В сказке Леонида Владимирского «Буратино в Изумрудном городе» (1996) Урфин снова выступает в роли злодея, помогает Людоеду захватить власть в Изумрудном городе, но потом они терпят поражение, и Урфина хватает и уносит с собой орёл Карфакс.
В повести Алексея Шпагина «Лазурная фея Волшебной страны» (2020), продолжающей сказочный цикл Александра Волкова, Урфин вновь проявляет свои полководческие таланты, командуя ополчением дуболомов.

## Спутники Урфина Джюса
На протяжении всех повестей об Урфине Джюсе его одиночество скрашивают друзья-слуги:
- Филин Гуамоко (полное имя Гуамоколатокинт) — мудрый советник, доставшийся Урфину в наследство от злой Гингемы; филин эгоистичен и расчётлив, но постепенно искренне привязывается к Урфину;
- Медведь Топотун — на самом деле не настоящий медведь, а медвежья шкура, набитая опилками и оживлённая при помощи волшебного порошка; верное и преданное хозяину добродушное существо;
- Деревянный клоун Эот Линг — оживлённая волшебным порошком игрушка, отличается злобным нравом, вместе с тем Эот Линг — незаменимый разведчик, маленький, вёрткий и пронырливый.
- Гигантский орёл Карфакс — в книге «Огненный бог Марранов» грозный, но вместе с тем немного простодушный представитель племени гигантских орлов, впоследствии ставший его вождём. Будучи спасён и введён в заблуждение Урфином, невольно помогает ему захватить власть над Марранами, перенеся его на спине в их страну, но потом, поняв его замыслы, отворачивается от него.

Во второй книге Урфину сопутствуют первые три персонажа. После разгрома деревянной армии филин Гуамоко временно покидает Урфина (возвращается он лишь спустя десять лет, когда Джюс снова оказывается в зените могущества) и объявляет себя повелителем сов и филинов. Топотун и Эот Линг, наоборот, сопровождают хозяина в изгнание. В начале четвёртой книги появляется Карфакс, но быстро покидает Урфина, в конце книги покидает своего хозяина и медведь Топотун, а клоун Эот Линг теряется в суматохе. С Урфином остаётся до самого конца цикла филин Гуамоко.

## Произношение имени
Согласно замыслу автора, имя «Урфин» должно произноситься с ударением на второй слог. Однако более употребительным стал вариант с ударением на первом слоге. Он используется в мультфильме «Волшебник Изумрудного города», в названии одноимённой свердловской рок-группы «Урфин Джюс» и в российском полнометражном мультфильме «Урфин Джюс и его деревянные солдаты».

## История создания
Первоначально замысел истории об Урфине Джюсе появляется у Волкова в январе 1958 года; этот момент зафиксирован в его писательском дневнике:
В одной из неисследованных областей страны (надо попросить у Владимирского карту) жил волшебник — очень смирно, так как боялся Гудвина и злых волшебниц. Но когда их всех не стало, его обуяло честолюбие. Он решил свергнуть Страшилу. У этого волшебника имеется изобретённый им живительный порошок. Он посыпает этим порошком два десятка сделанных им деревянных солдат и с этим воинством нападает на Изумрудный город. Долгобородый солдат храбро защищается, но взят в плен. Взят и Страшила, а волшебник объявляет себя правителем страны. Железный Дровосек выходит на помощь другу, но Мигуны — плохие вояки, и Дровосек тоже в плену. Волшебник сажает их в заточенье до тех пор, пока они не согласятся служить ему. Оттуда они и посылают вести во внешний мир. 12 ч 15 мин ночи. Решил назвать злого волшебника Урфаном: звучит неплохо и оригинально.
Впоследствии автор изменил имя персонажа на Урфи́н. Фамилия Джюс не имеет расшифровки в книге, однако в дневниках писателя говорится, что она означает «Завистливый» (с большой вероятностью от английского «jealous»).

## Иллюстрации
Несмотря на то, что Урфин Джюс — Жевун, на иллюстрациях Леонида Владимирского он нарисован заметно выше Жевунов (у которых взрослый был ростом с восьмилетнего ребёнка из внешнего мира), но всё же не в полный человеческий рост (Урфин ниже своих деревянных солдат, которых он изготовлял, по точному тексту, именно в полный человеческий рост).